# Kesamben (plaats in Jombang)
Kesamben is een bestuurslaag in het regentschap Jombang van de provincie Oost-Java, Indonesië. Kesamben telt 3865 inwoners (volkstelling 2010).